# Clinidae
I Clinidae sono una famiglia di pesci di mare affini ai Blenniidae.

## Distribuzione e habitat
Sono presenti in tutti gli oceani, soprattutto nelle fasce temperate. Hanno la loro massima diversità nei mari sudafricani ma sono molto comuni in tutto l'emisfero australe. Sono presenti con poche specie nei mari californiani e con una nel mar Mediterraneo dove è presente la specie Clinitrachus argentatus.

Sono pesci bentonici costieri che spesso vivono nella zona di marea o nelle foreste di kelp.

## Descrizione
Estremamente simili ai Blenniidae da cui si distinguono per la presenza di scaglie, di solito piccole e poco visibili, e per la pinna dorsale composta del tutto o in gran parte da raggi spinosi. Questa pinna ha spesso un lobo anteriore che può sembrare staccato dalla porzione principale. Possono esserci tentacoli sulla testa ma, a differenza dei blennidi, mai sul muso.

La livrea è di solito mimetica ma ciò nonostante molte specie presentano colori vivaci.

Hanno dimensioni piccole o minuscole tranne il californiano Heterostichus rostratus che può raggiungere i 60 cm.

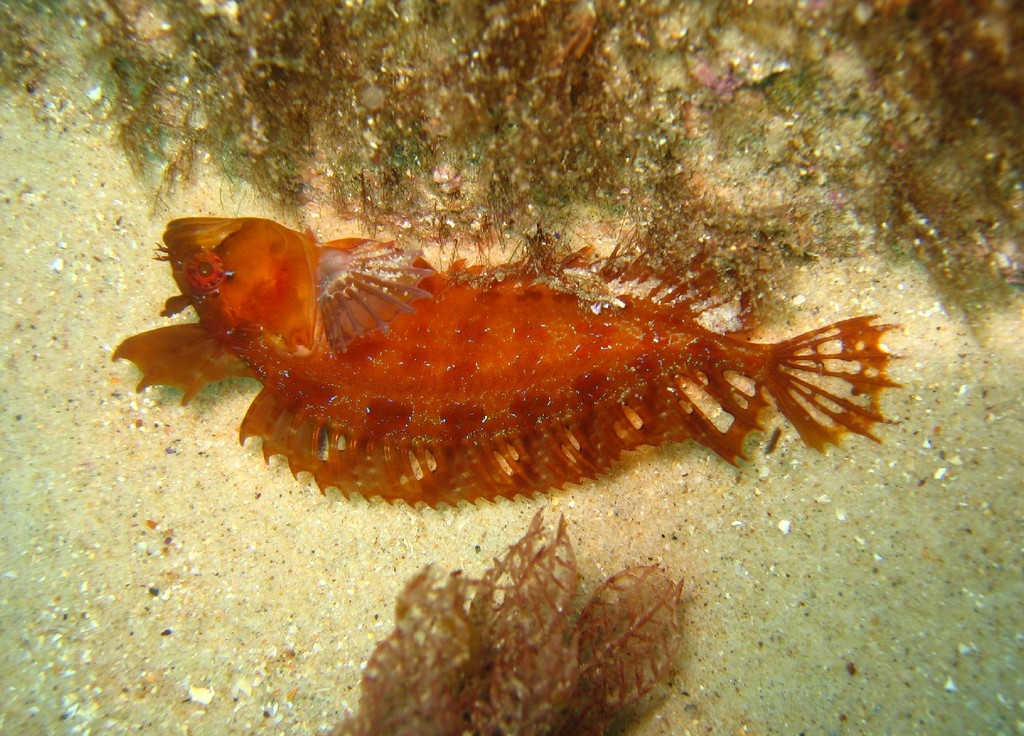
Heteroclinus roseus

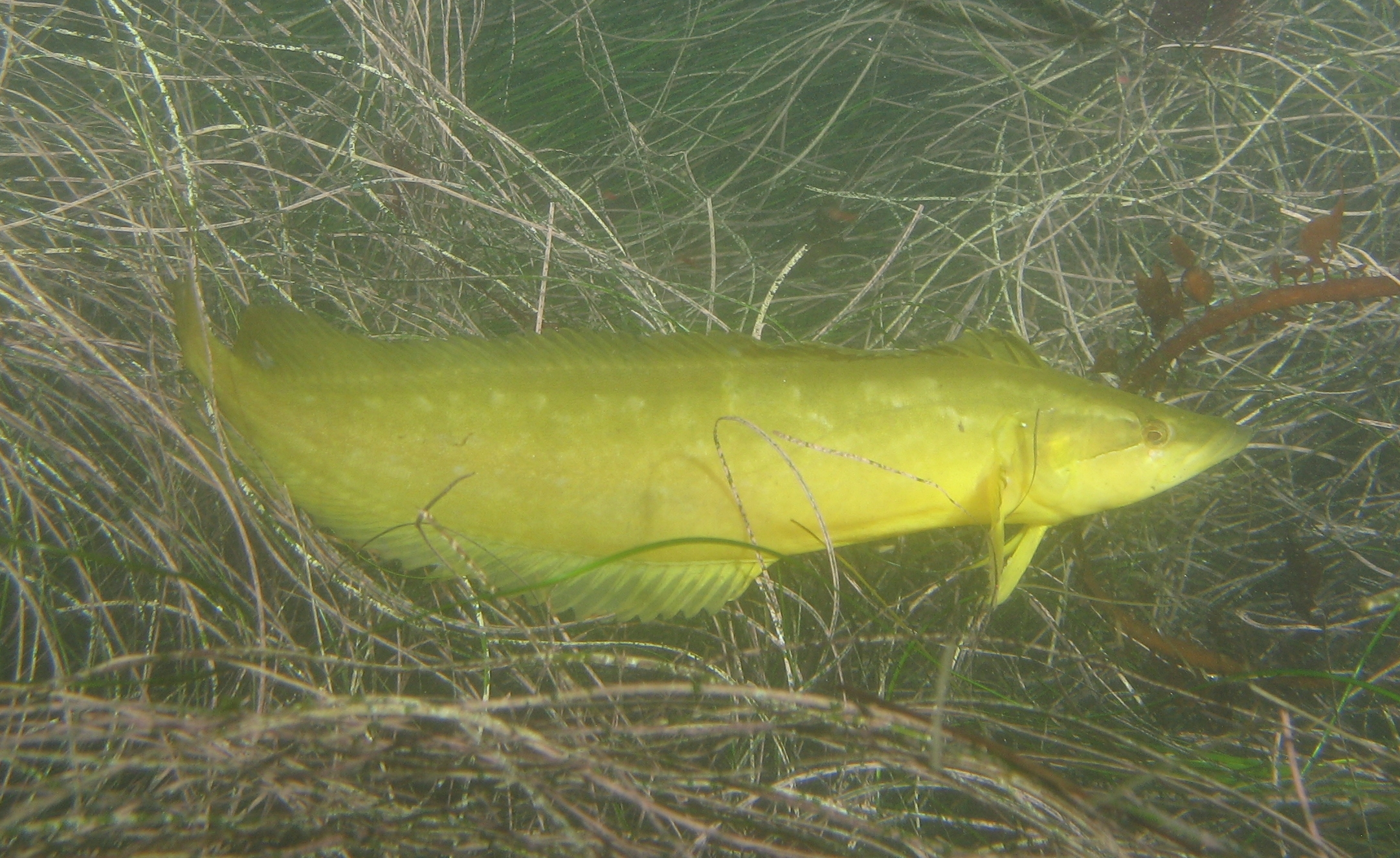
Heterostichus rostratus

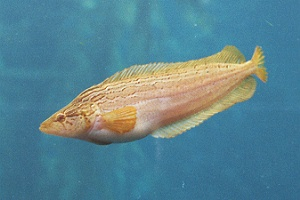
Heterostichus rostratus

## Alimentazione
Carnivori, si cibano di piccoli crostacei, molluschi ed altri invertebrati.

## Riproduzione
Molte specie sono vivipare a fecondazione interna.

## Pesca
Non hanno nessuna importanza per la pesca se non per quanto riguarda il mercato acquariofilo.

## Acquariofilia
Come i blennidi si adattano molto bene alla vita in acquario e sono allevati spesso anche nelle vasche domestiche.

## Generi
- Blennioclinus
- Blennophis
- Cancelloxus
- Cirrhibarbis
- Climacoporus
- Clinitrachus
- Clinoporus
- Clinus
- Cologrammus
- Cristiceps
- Ericentrus
- Fucomimus
- Gibbonsia
- Heteroclinus
- Heterostichus
- Muraenoclinus
- Myxodes
- Ophiclinops
- Ophiclinus
- Pavoclinus
- Peronedys
- Ribeiroclinus
- Smithichthys
- Springeratus
- Sticharius
- Xenopoclinus